# Leucophaeus
Leucophaeus – rodzaj ptaków z podrodziny mew (Larinae) w rodzinie mewowatych (Laridae).

## Zasięg występowania
Rodzaj obejmuje gatunki występujące w Ameryce.

## Morfologia
Długość ciała 32–55 cm, rozpiętość skrzydeł 87–110 cm; masa ciała 203–524 g.

## Systematyka

### Etymologia
- Leucophaeus: gr. λευκοφαιος leukophaios „biało-szary, popielaty”, od λευκος leukos „biały”; φαιος phaios „ciemny”[8].
- Blasipus: gr. βλακωδης blakōdēs „afektowany, leniwy”, od βλαξ blax, βλακος blakos „leniwy”; πους pous, ποδος podos „stopa”[9]. Gatunek typowy: Larus modestus von Tschudi, 1843.
- Atricilla: epitet gatunkowy Larus atricilla Linnaeus, 1758; łac. ater „czarny”; nowołac. cilla „ogon”[10]. Gatunek typowy: Atricilla catesbaei Bonaparte, 1854 (= Larus atricilla Linnaeus, 1758).
- Procellarus: łac. procella „burza, wichura”, od procellere „rzucić w dół”, od pro „przed, z”; -cello „szybki”, od celer, celeris „szybki”; larus „mewa”[11]. Gatunek typowy: Procellarus neglectus Bonaparte, 1854 (= Larus scoresbii Traill, 1823).
- Epitelarus:  gr. επιτελης epitelēs „znakomity, kompletny”, od τελος telos „wynik, koniec”; λαρος laros „mewa”[12]. Gatunek typowy: Epitelarus neglectus Bonaparte, 1854 (= Larus scoresbii Traill, 1823).

### Podział systematyczny
Do rodzaju należą następujące gatunki:
- Leucophaeus scoresbii (Traill, 1823) – mewa magellańska
- Leucophaeus modestus (von Tschudi, 1843) – mewa szara
- Leucophaeus atricilla (Linnaeus, 1758) – mewa karaibska
- Leucophaeus pipixcan (Wagler, 1831) – mewa preriowa
- Leucophaeus fuliginosus (Gould, 1841) – mewa galapagoska